# Диего Уртадо де Мендоса-и-Лемос, 1-й граф Мелито
Диего Уртадо де Мендоса, 1-й граф Мелито (ок. 1468, Мансанарес-эль-Реаль — 1536, Толедо) — испанский дворянин и военный, участвовавший в военных действиях в подавлении восстания ремесленных гильдий в Валенсии (1519—1523).

## Биография
Второй сын кардинала Педро Гонсалеса де Мендосы (1428—1495) и Менсии де Лемос, дочери Гомеса Мартинеса де Лемоса, 1-го сеньора де Трофа (1410—1490), он родился в замке Мансанарес, где он вырос и получил образование. Его старший брат был первым маркизом Сенете, Родриго Диас де Вивар-и-Мендоса (1464—1523), который также участвовал в подавлении восстании ремесленных гильдий в Валеснии.
Диего Уртадо де Мендоса-и-Лемос сражался в Гранадской войне, а затем в Итальянской войне под командованием Великого капитана, отличившись в битве при Руво (1503) и при взятии Мелито (Неаполь), за что он был назначен графом Мелито в 1506 году. Он также получил графство Алиано, оба титула от Неаполитанского королевства.
В 1520 году он был назначен наместником Валенсии, а в следующем году потерпел поражение в Гандии от восставших, изгнавших его из королевства Валенсия. Он вернулся с подкреплением и сумел подавить восстание, войдя в город Валенсия в ноябре 1521 года. Затем он проявил милосердие к побежденным, но до прибытия Жермены де Фуа, вдовы Фердинанда Католика, в 1523 году, репрессии ужесточились. Поскольку в конце 1521 года повстанцы взяли в плен брата наместника в замке Хатива, он хотел отомстить, и когда в конце января 1522 года он направлялся в Онтеньенте, он вошел в Ольерию со своей армией из тысячи солдат и двух сотнях на лошадях. Повстанцы этого района укрылись в главной церкви Санта-Мария-Магдалена и в доме священника, после нескольких часов осады наместник приказал разжечь большой огонь у дверей и бросать дымящиеся головни, что привело к смерти, ожогам и удушью около 600 мятежников, устроив показательную резню в Ольерии, которая ускорила подавление восстания в Валенсии.
Диего Уртадо де Мендоса скончался в Толедо в 1536 году.

## Семья
Диего женился на Ане де ла Серда (1478 — 5 августа 1553), сеньоре де Миедес, Гальве, Пастрана и Мандайона, дочери и преемнице Иньиго Лопеса де ла Серда (? — 1501) и Брианды де Кастро, а также внучке 4-го графа Мединасели. У них было трое детей:
- Диего Уртадо де Мендоса-и-де-ла-Серда (ок. 1500—1578), 1-й герцог Франкавилла и маркиз Альхесилья, 1-й принц и 2-й граф Мелито, отец Аны де Мендоса-и-де-ла-Серда, принцессы Эболи.
- Гаспар Гастон де ла Серда-и-Мендоса, сеньор де Пастрана (ок. 1516—1557), отец Иньиго Лопеса де Мендосы и Манрике де Луна, 1-го маркиза Альменара (? — 1591).
- Бальтасар де Мендоса-и-де-ла-Серда, 1-й граф де Гальве (1517—1578).